# Rejon Yardımlı
Rejon Yardımlı (azer. Yardımlı rayonu) – rejon w południowym Azerbejdżanie. Góry Tałyskie.

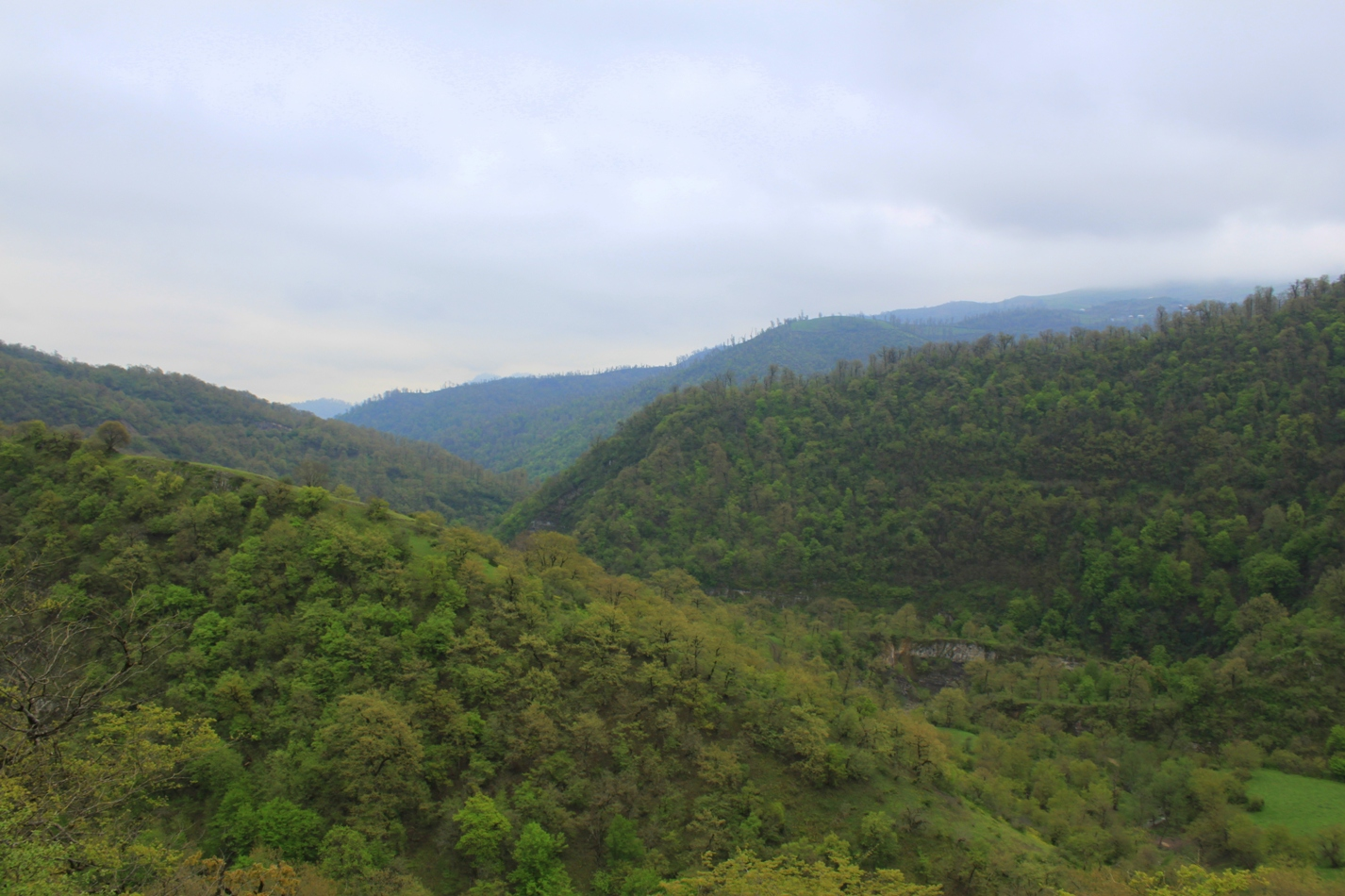
Las w rejonie Yardımlı

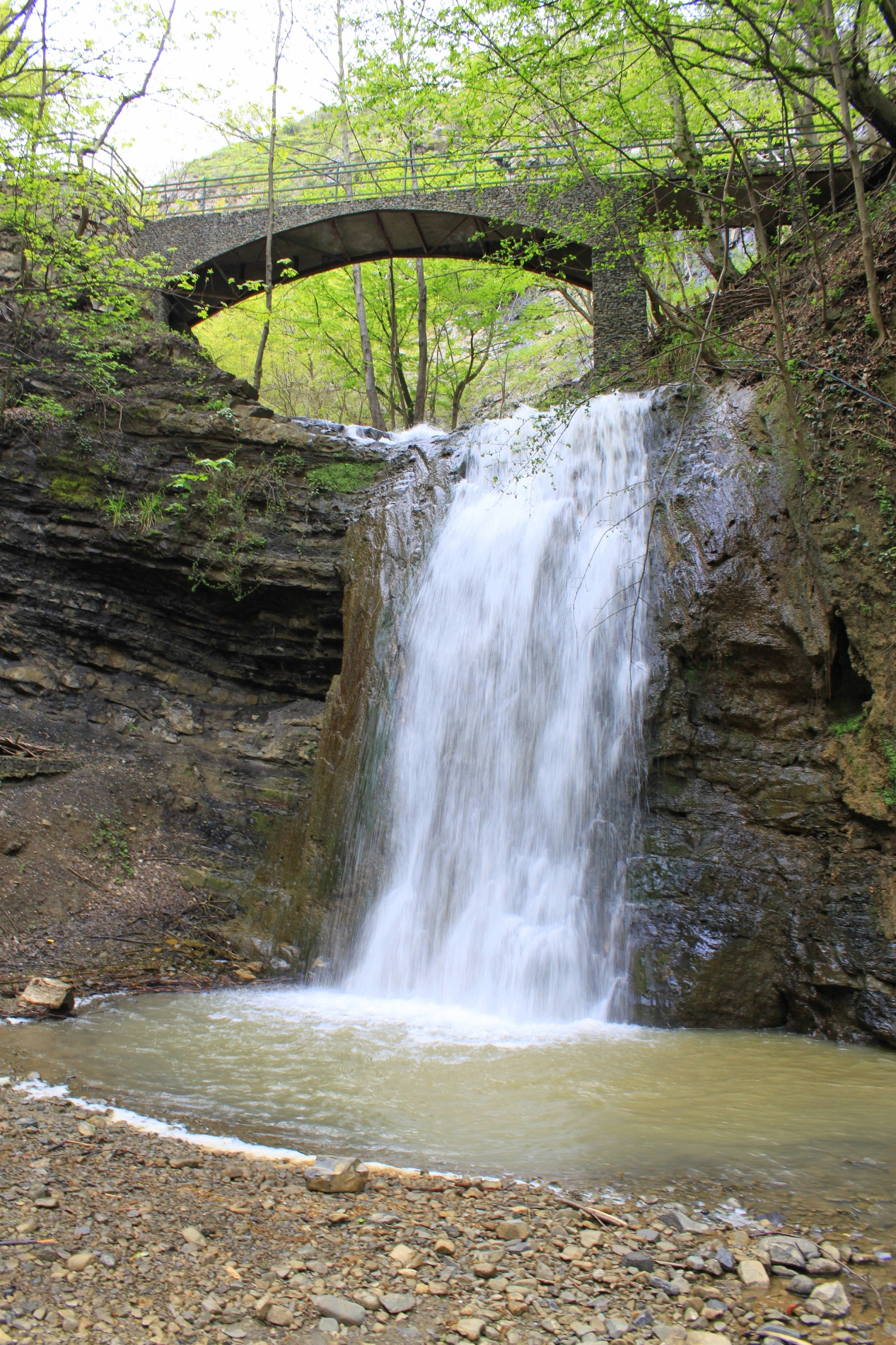
Wodospad w rejonie Yardımlı